# Centralpalatset, Stockholm

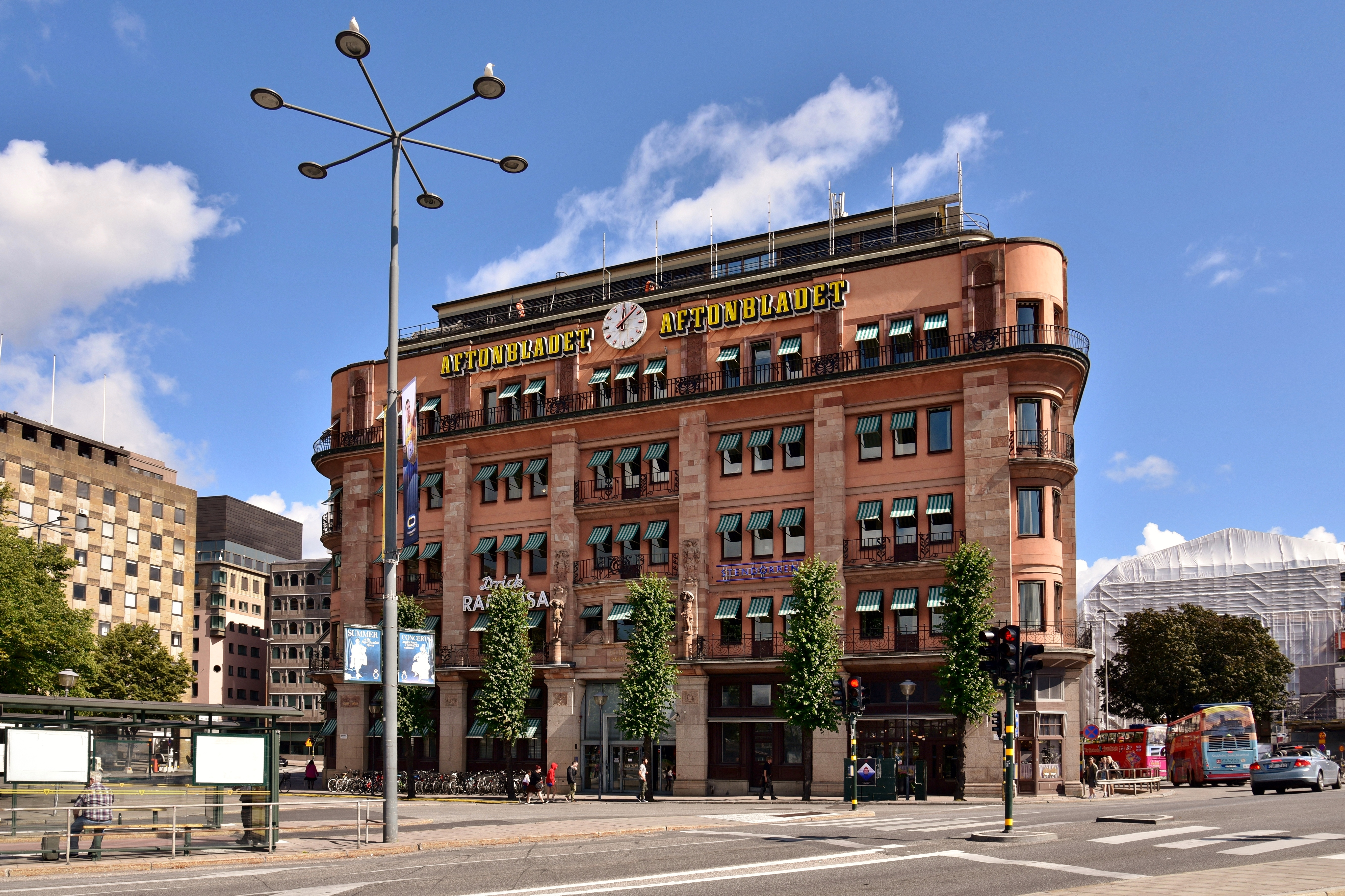
Centralpalatset vid Tegelbacken, 2019.

Centralpalatset är en byggnad i stadsdelen Norrmalm i centrala Stockholm med adress Tegelbacken 2, med fasader mot Jakobsgatan, Fredsgatan och Rödbodtorget. Byggnaden upptar hela kvarteret Röda bodarne. Arkitekt var Ernst Stenhammar och huset byggdes under åren 1896-1898 på uppdrag av bankiren Axel Burman. Förändrad takvåning och påbyggnad utfördes 1929-1931 genom arkitekt Sven Markelius. På platsen låg tidigare Keyserska huset.

## Arkitektur

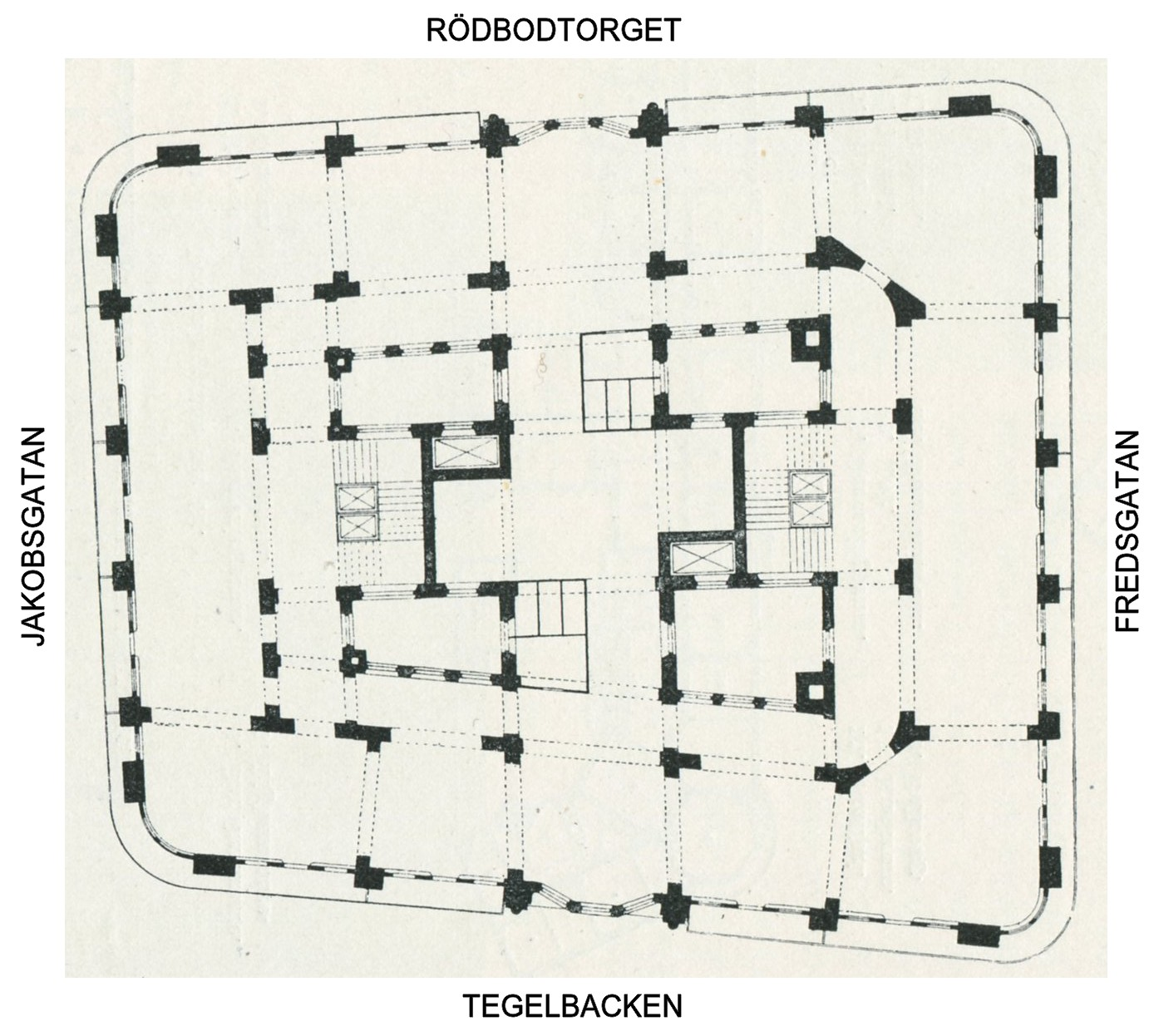
Ritning, bottenplan, 1897.

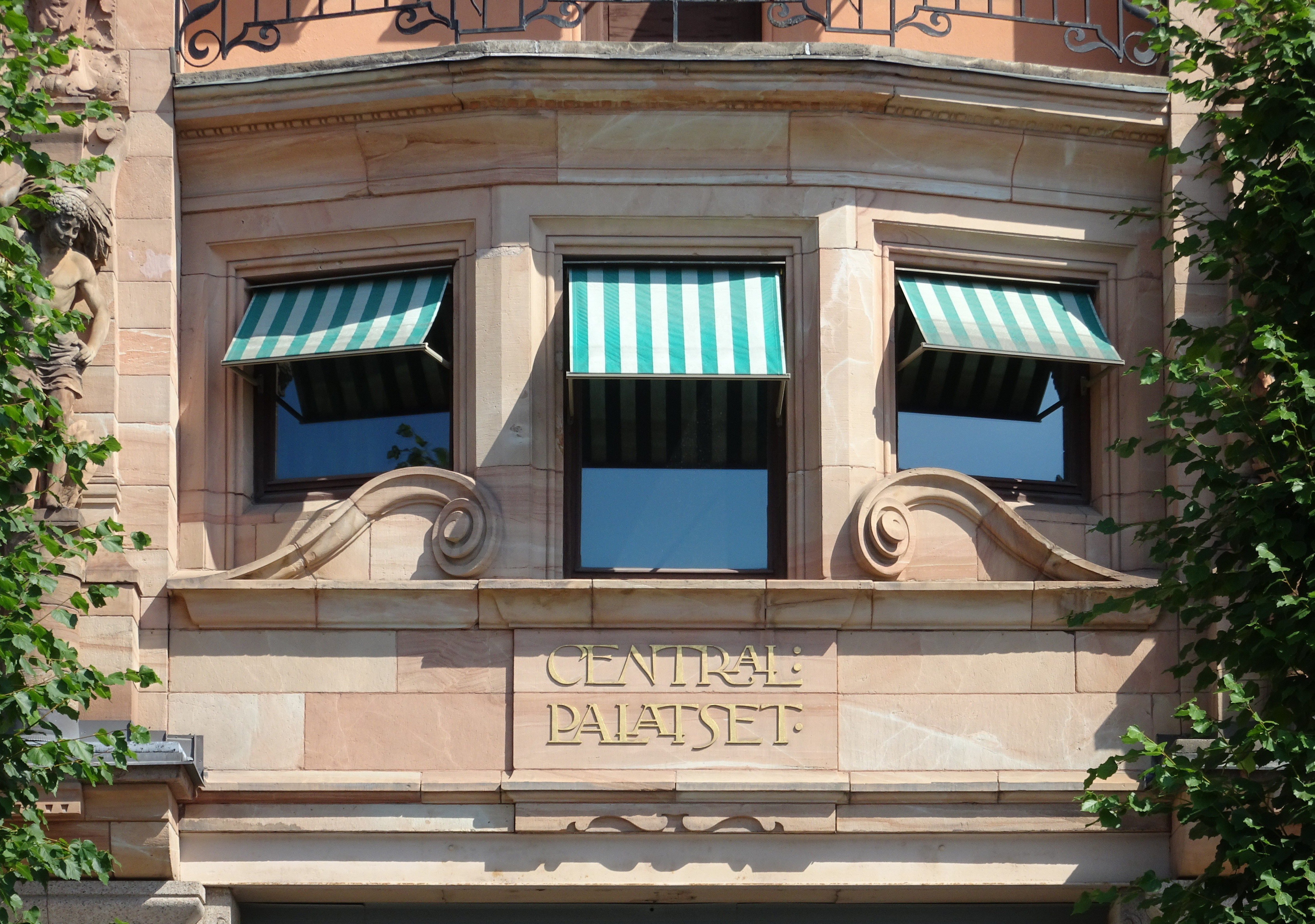
"Centralpalatset" över huvudentrén.

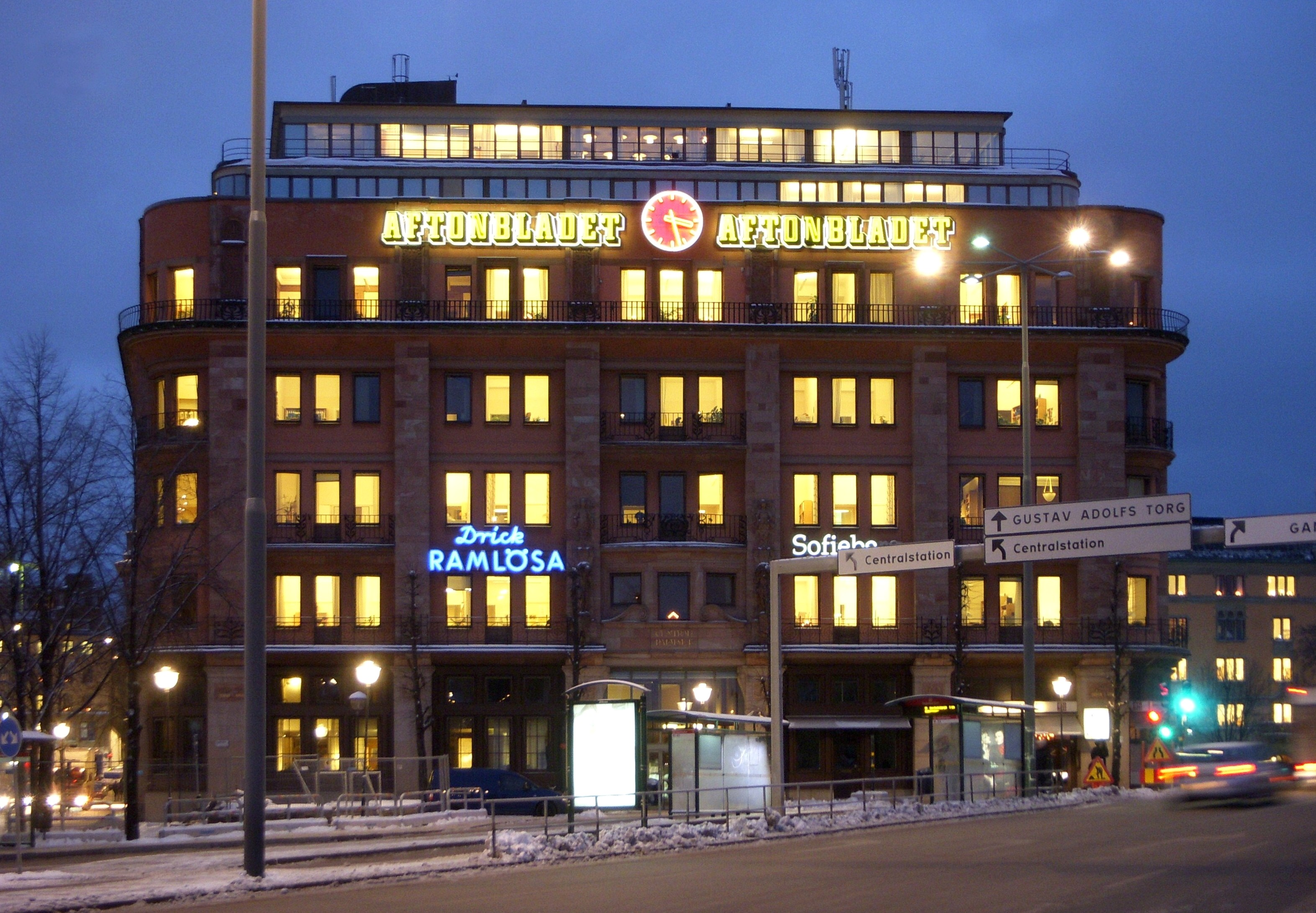
Centralpalatset i kvällsljus, 2010.

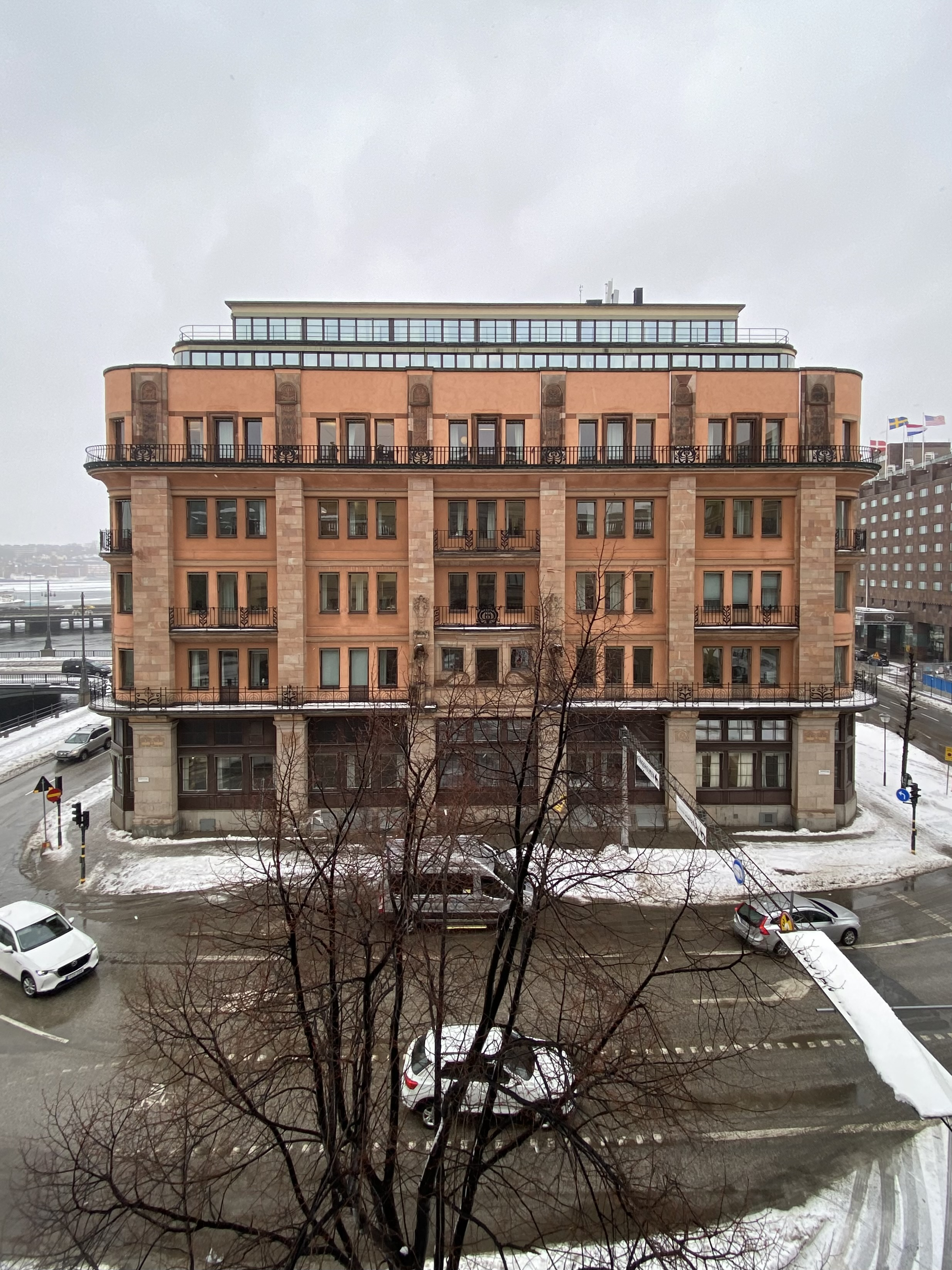
Centralpalatset sett från Konstakademien, 2023.

Centralpalatset var Stockholms första moderna affärs- och kontorshus med sin stomkonstruktion redovisad i fasaden efter amerikanskt mönster. 
Under början av 1800-talet utvecklades i Europa användandet av järnkonstruktioner i byggnadssammanhang, vilket ledde till en för den tiden helt nyskapande arkitektur lämplig för höghus. En väsentlig förutsättning var att husen byggdes kring ett skelett av horisontella och vertikala stålbalkar som nitades eller svetsades ihop och också fick sitt uttryck i fasadutformningen. En i USA mycket utnyttjad teknik. I Sverige blev Centralpalatset ett av de första exemplen på byggnader byggda med denna teknik. 
Husets bärande fasadpelare är klädda med Vätögranit i bottenvåningen och engelsk sandsten i övrigt. Reliefer och friskulpturer i fasaden visar bilder ur arbetslivet. Runt huset löper balkonger med räcken av svartmålat smide. Husets mjukt avrundade hörn har enkla växtornament i jugendstil, till och med gatuskyltarna är formgivna i lekfull jugend. Först på planritningen upptäcker man att Centralpalatsets fyra fasader har olika längd. På byggnadens plan från 1897 märks en genomgående passage från Tegelbacken till Rödbodtorget och i husets kärna anordnades två trapphus med vardera två hissar samt fyra ljusschakt. Hissarna som installerades hade för övrigt fungerat som minarethissar vid Industrihallen på Allmänna konst- och industriutställningen 1897.
Under åren 1929 till 1931 byggdes ytterligare två våningar ritade av arkitekt Sven Markelius. Denna tillbyggnad med sina två avtrappade takvåningar ansluter med sina funktionalistiska former väl till kontorshusens karaktärer.

## Centralpalatset idag
Centralpalatset ingår i Stockholms regeringskvarter och är en av de byggnader som används av Regeringskansliet. Under en period var det säte för Miljödepartementet men sedan 2015 har delar av Utrikesdepartementet lokaliserats i huset. Fastighetsägare är svenska staten genom Statens Fastighetsverk. Fastigheten är blåmärkt av Stadsmuseet i Stockholm, vilket är det starkaste skyddet och innebär "att bebyggelsen bedöms ha synnerligen höga kulturhistoriska värden". Genom Statens Fastighetsverk avslutades i november 2006 ett miljöanpassat ombyggnadsprojekt av palatset. 
I bottenvåningen adress Tegelbacken 2 fanns under många år restaurangen Seikoen som öppnade 1973 och var då Stockholms första japanska restaurang. Seikoen stängde 2016, på platsen finns idag (2020) Restaurang Tegelbacken.